# 布拉德利·伍德沃德
布拉德利·伍德沃德（英語：Bradley Woodward，1998年7月5日—），澳大利亚男子游泳运动员。他曾代表澳大利亚参加2018年和2022年英联邦运动会游泳比赛，获得一枚金牌、三枚银牌和一枚铜牌。